# Имость
Имость, йимость (укр. їмость) — у украинских грекокатоликов название жены священника, соответствует слову "попадья" и обращению "матушка" у православных. Слово имеет происхождение от архаичного польского вежливого обращения [jego / wasza] mość (сокращенная форма от [jego / wasza] miłość — «его (ваша) милость»): їмость — «её милость» (ср. егомость — «его милость» — о самом священнослужителе).
В русском языке слово «имость» представляет собой заимствование из украинского языка.